# HAARP

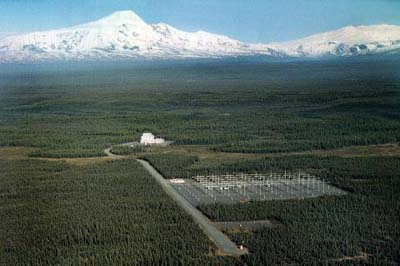
Вид HAARP с воздуха в направлении на вулкан Санфорд, Аляска

HAARP (англ. High Frequency Active Auroral Research Program — программа исследования ионосферного рассеяния высокочастотных радиоволн) — американский научно-исследовательский проект по изучению взаимодействия ионосферы с мощным электромагнитным излучением. Проект запущен весной 1997 года, в Гаконе, штат Аляска.

## Задачи
Комплекс ионосферных исследований (HAARP) построен с целью изучения природы ионосферы и развития систем противовоздушной и противоракетной обороны.
Развёртыванием комплекса и исследованиями на нём занимается «лаборатория Philips», расположенная на базе ВВС США в Кэртлэнде, штат Нью-Мексико. Ей подчинены лаборатории астрофизики, геофизики и средств поражения Центра космических технологий военно-воздушных сил США.

## История
Станция запущена в 1997 году.
По состоянию на 2008 год HAARP понёс около 250 млн долл. строительных, эксплуатационных и налоговых затрат.
Остановка
В начале мая 2013 года, в связи с окончанием контракта с BAE Systems Advanced Technologies, работа HAARP была остановлена. Предполагается заключение нового контракта, возможно, заказчиком работ будет Агентство по перспективным оборонным научно-исследовательским разработкам США (DARPA).
Предполагалось провести ряд исследований осенью 2013 — зимой 2014 гг.
В мае 2014 года представитель ВВС США Дэвид Уолкер заявил, что командование больше не собирается поддерживать установку, в дальнейшем будут разрабатываться другие пути контроля ионосферы, которую HAARP должна была изучить. Планировалось закрыть станцию в июне 2014 года, после завершения последнего исследовательского проекта программы DARPA. Впоследствии окончательное закрытие станции было отложено до мая 2015 года. Объект и его оборудование были переданы Университету Аляски в середине августа 2015 года. Он открыт для посещения публики.
В октябре 2022 года было объявлено, что комплекс HAARP начнёт исследовать ионосферу Юпитера,  в ходе проекта «Jupiter Bounce».
В декабре 2022 HAARP отправил сигнал к околоземному астероиду 2010 XC15 (имеет диаметр около 170 метров и периодически проходит мимо Земли на расстоянии свыше 770 тысяч километров — почти вдвое больше лунной орбиты) и получил отражённое «эхо». Этот эксперимент был первой попыткой наблюдения астероидов на таких низких (декаметровых) частотах; учёные надеются, что исследование на таких сравнительно длинных волнах позволит определить внутреннюю структуру небесного тела, поскольку короткие волны отражаются от поверхности и не проникают внутрь.

## Устройство и структура

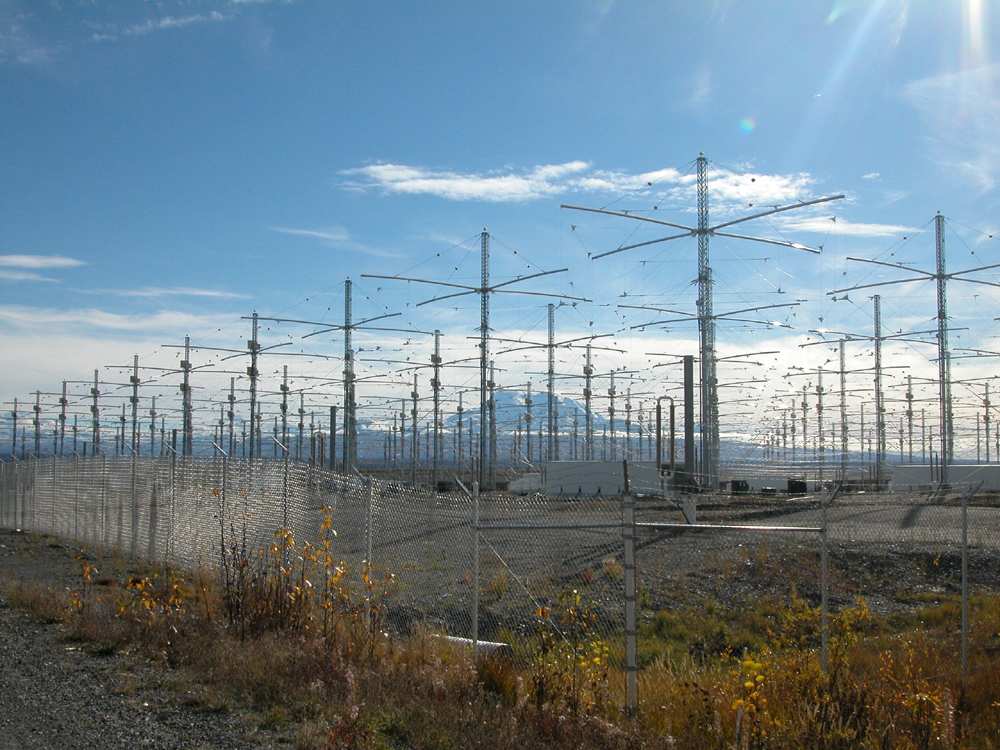
Вид антенного поля с земли

В состав HAARP входят антенны, радар некогерентного излучения с антенной диаметром 12 см, лазерные локаторы, магнитометры, компьютеры для обработки сигналов и управления антенным полем из 180 антенн.
Питает весь комплекс мощная газовая электростанция и шесть дизель-генераторов.
В отличие от радиовещательных станций, многие из которых имеют передатчики мощностью в 1 МВт, но слабонаправленные антенны, HAARP и подобные ему системы используют остронаправленные передающие антенны, обычно фазированные антенные решётки, способные фокусировать почти всю излучённую энергию в узком луче и, следовательно, на небольшом участке пространства.

## Аналогичные научные проекты
Система HAARP не уникальна. В США есть две другие станции: одна в Пуэрто-Рико (недалеко от обсерватории Аресибо), и другая, известная как HIPAS (англ. High Power Auroral Stimulation), на Аляске недалеко от города Фэрбанкс. Обе эти станции имеют сходные с HAARP активные и пассивные инструменты.
В Европе также установлены два комплекса мирового класса по исследованию ионосферы, и оба находятся в Норвегии:
более мощный радар EISCAT (англ. European Incoherent Scatter radar site) расположен недалеко от города Тромсё, менее мощный SPEAR (англ. Space Plasma Exploration by Active Radar) — на архипелаге Шпицберген.
Аналогичные комплексы и станции расположены:
- в Васильсурске (Россия) — «Сура», второй по излучаемой мощности после HAARP[7];
- несколько комплексов активного воздействия в Томске на базе ионосферной станции Сибирского физико-технического института и Института оптики атмосферы, ныне большая часть расформирована;
- ~ 5 км от Змиёва, Харьковской области (Украина) — Ионосферная обсерватория Института ионосферы[8];
- в Душанбе (Таджикистан) — радиотехническая система «Горизонт» (2 вертикальные прямоугольные антенны);
- в Хикамарка в Перу.

Первичной целью всех этих систем является изучение ионосферы, а также большинство из них имеет возможность стимулировать небольшие, локализированные участки ионосферы. У HAARP тоже есть такие возможности. Но HAARP отличается от этих комплексов необычной комбинацией исследовательских инструментов, которая позволяет управлять излучением, широкочастотным покрытием и т. д.

### Мощности излучения
- HAARP (США) — предположительно до 4,8 МВт (в 2009 было 3,6 МВт) (Эффективная мощность: Рэ = 3,6 ГВт)
- Сура — около 2 МВт[7]
- EISCAT (Норвегия, Тромсё) — 1,2 МВт
- SPEAR (Норвегия, Лонгйир) — 288 кВт

## Конспирология
HAARP, как и установка «Сура», был мишенью конспирологов, которые утверждали, что он способен модифицировать погоду, отключать спутники, контролировать разум людей и тому подобное, что он используется в качестве оружия против террористов. Они обвиняли HAARP в землетрясениях, засухе, ураганах, наводнениях, болезнях (синдроме войны в Персидском заливе и синдроме хронической усталости), крушении рейса 800 TWA в 1996 г., уничтожении космического шаттла Columbia в 2003 г.
Комментаторы и учёные говорят, что сторонники этих теорий «неосведомлены», потому что большинство из выдвинутых теорий выпадает далеко за пределы способностей объекта и часто выходит за рамки естественных наук. Мощность излучения HAARP исчезающе мала даже в сравнении с разрядом молнии (каждую секунду в атмосфере вспыхивают 50−100 молний), а энергия солнечного ветра намного выше.